# Castell d'Alèdua
El castell d'Alèdua, al terme municipal de Llombai, a la Ribera Alta (País Valencià), és una fortalesa islàmica probablement construïda a finals del segle xii, que se situa sobre un tossal que s'alça a la banda esquerra del riu Magre, a la vessant meridional de la serra d'Alèdua.
El castell és el darrer vestigi de l'antiga alqueria andalusina que quedà abandonada amb l'expulsió de 1609.

## Descripció
De planta rectangular, té al seu centre una torre amb una superfície quadrada de 7,3 × 7,3 metres, amb tres altures i soterrani, construïda amb tàpia sobre basament de maçoneria; assoleix els 16,5 metres sobre el terreny circumdant. És molt semblant als altres castells islàmics d'aquesta part de València, com la torre Mussa de Benifaió, la torre Espioca, la d'Almussafes i d'altres. Actualment es troba en estat d'abandonament.
L'any 2020 l'Ajuntament de Llombai fa l'anunci de la compra la torre per 200000 euros per a la seua futura restauració
L'any 2023 L'Ajuntament de Llombai realitza tasques per tal d'evitar el seu enderrocament.
L'any 2024 L'ajuntament renuncia a una subvenció per a la seua restauració

## Imatges del Castell

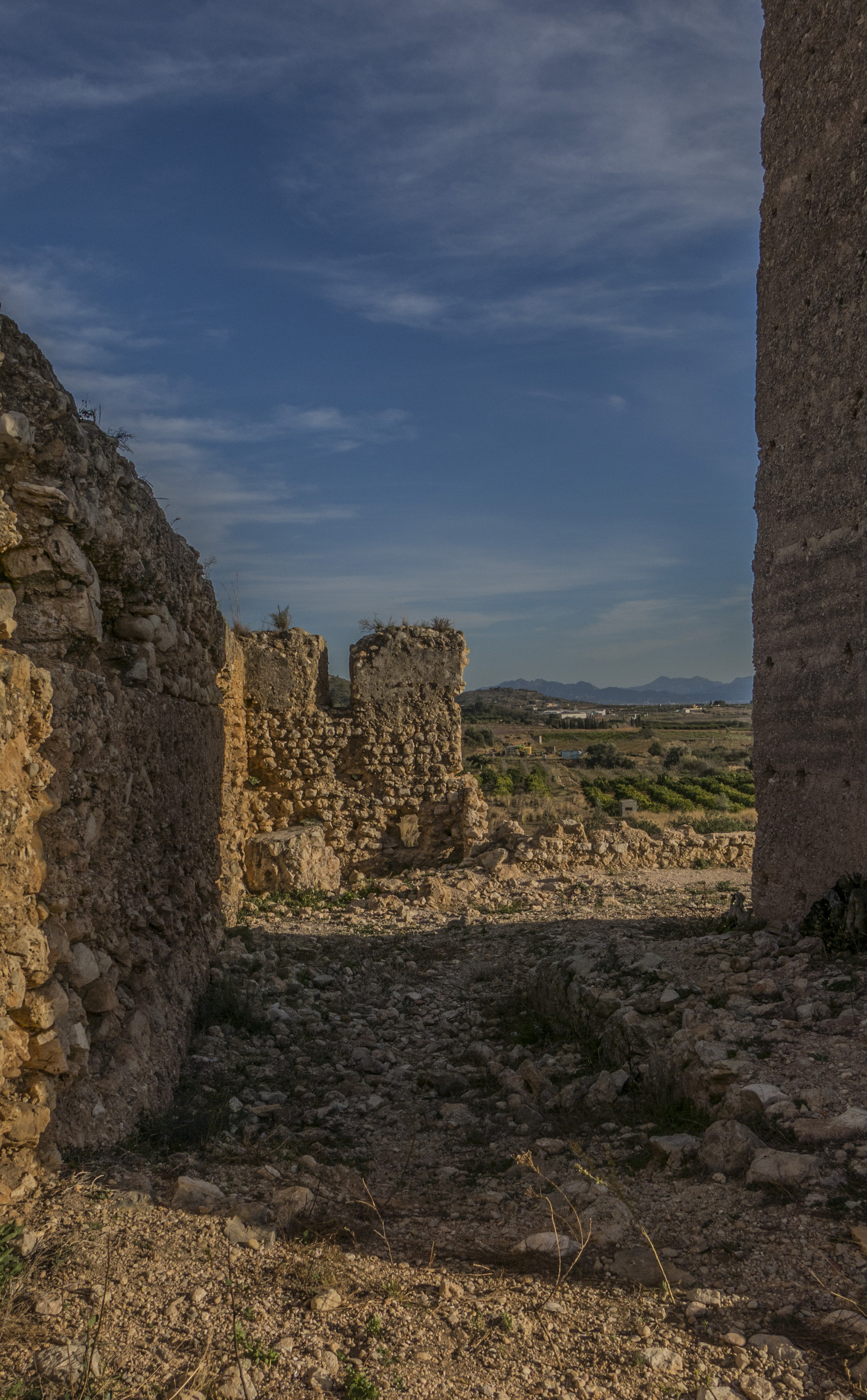
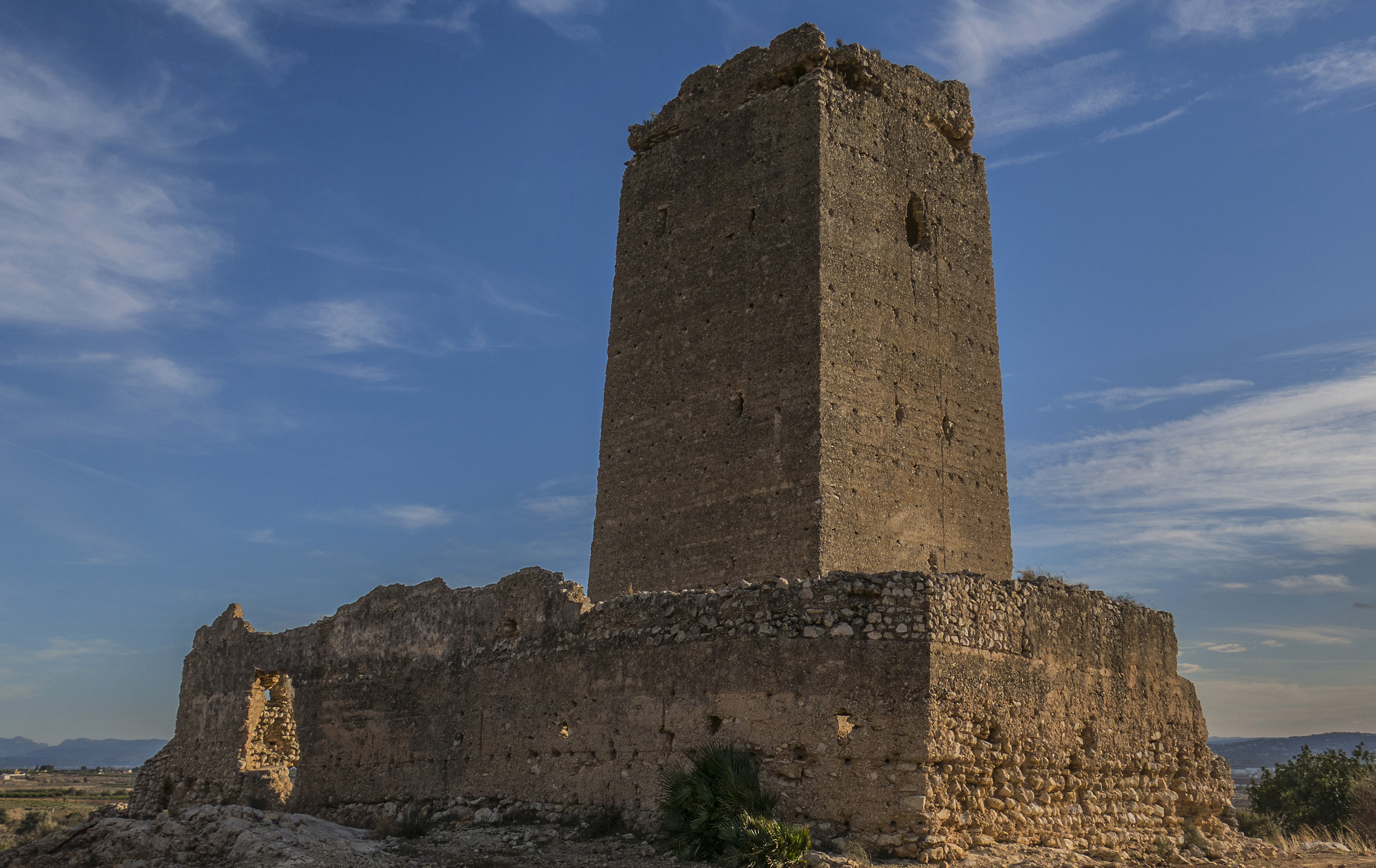
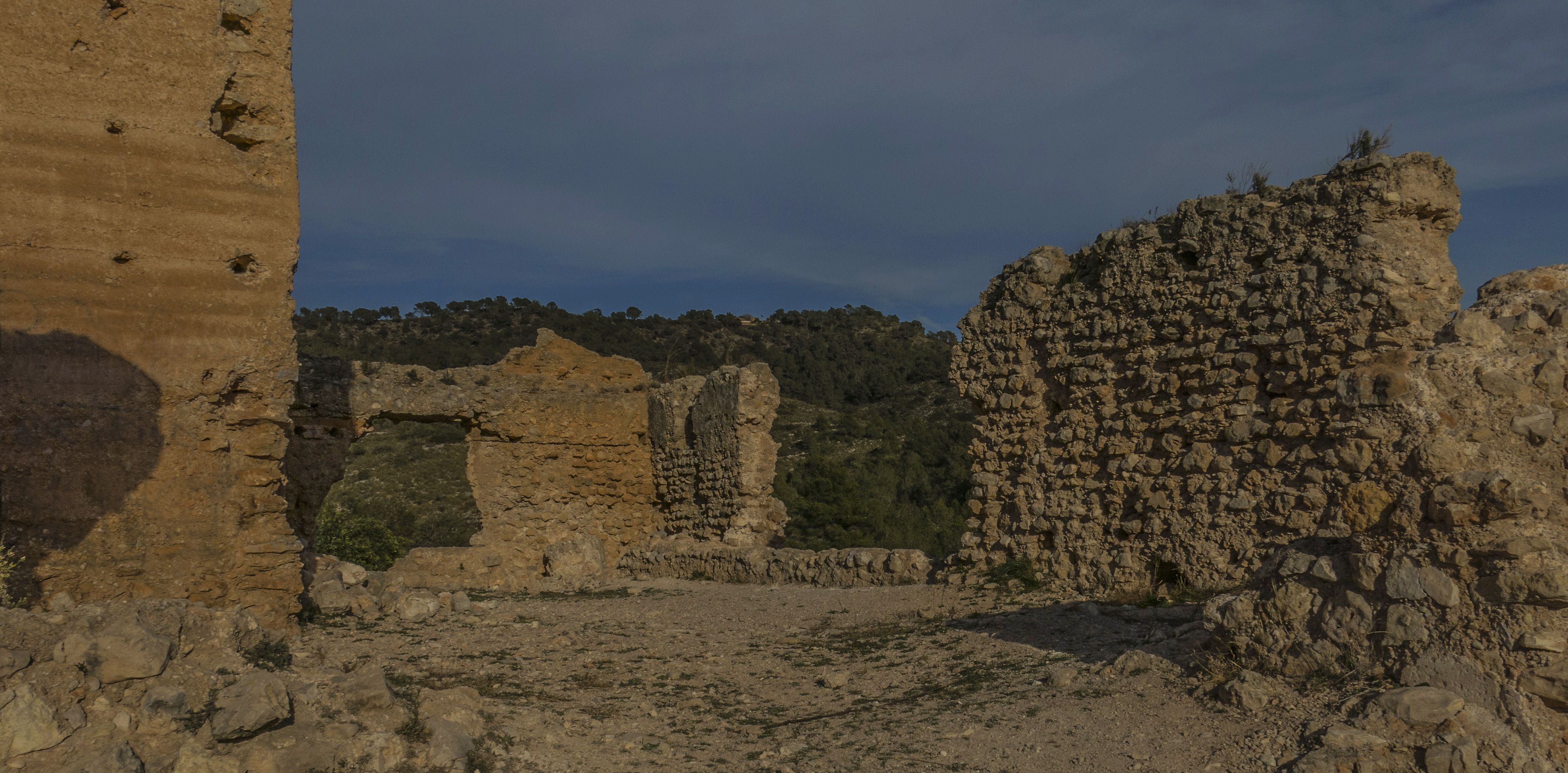